# Mackókaland
A Mackókaland 1962-ben bemutatott magyar rajzfilm, amelynek rendezője és írója Csermák Tibor. Az animációs játékfilm zenéjét Szokolay Sándor szerezte. A mozifilm a Pannónia Filmstúdió gyártásában készült.

## Rövid történet
A két kismackó összekap egy darab sajton, de mindkettő póruljár, mert a sajtot a róka eszi meg.

## Alkotók
- Írta, tervezte és rendezte: Csermák Tibor
- Zenéjét szerezte: Szokolay Sándor
- Operatőr: Harsági István, Henrik Irén
- Hangmérnök: Bélai István
- Vágó: Czipauer János
- Rajzolták: Bodri Ferenc, Csonkaréti Károly, Pál Emmi, Pálfi György, Szabó Sipos Tamás, Szombati-Szabó Csaba
- Asszisztensek: László Andor, Paál Klári
- Színes technika: Dobrányi Géza, Kun Irén
- Gyártásvezető: Bártfai Miklós

Készítette a Pannónia Filmstúdió